# Йота (грузинська літера)
Йота ჲ (იოტა) — раніше п'ятнадцята літера грузинської абетки, що позначає невластивий цій мові звук [j]. В сучасній абетці літера відсутня, втім трапляється в релігійних текстах та у споріднених сванській, лазській та мегрельській мовах.

## Історія
| Асомтаврулі | Нусхурі | Мхедрулі |
| ----------- | ------- | -------- |
|             |         |          |

## Юнікод
- Ⴢ — U+10C2
- ჲ — U+10F2